# Nikolas Iōannou
Nikolas Iōannou (in greco Νικόλας Ιωάννου?; Limassol, 10 novembre 1995) è un calciatore cipriota, difensore della Sampdoria e della nazionale cipriota.

## Biografia
Ha un fratello, anch'esso calciatore. È figlio di Dīmītrīs Iōannou, ex capitano della nazionale cipriota.

## Caratteristiche tecniche
Terzino sinistro, in grado di agire da difensore centrale. Tra le sue doti spiccano tenacia, aggressività, forza fisica e una buona progressione palla al piede, che lo porta - se se ne presenta l'occasione - ad allontanarsi dalla propria area di rigore, spingendosi in avanti per creare soluzioni offensive.

## Carriera

### Club
Muove i suoi primi passi nel settore giovanile del Manchester United. Rimasto senza contratto, il 24 aprile 2014 firma un triennale con l'APOEL, società cipriota. Esordisce tra i professionisti il 30 luglio contro l'HJK Helsinki (2-2 il finale), incontro valido per l'accesso alla fase a gironi di UEFA Champions League, subentrando al 75' al posto di Marios Antōniadīs. Il 5 novembre viene schierato da titolare contro il PSG (1-0 per i francesi). A fine stagione la squadra – dopo aver vinto la Coppa di Cipro – si aggiudica il titolo nazionale. Il 3 giugno 2016 rinnova il proprio contratto fino al 2019.
Il 25 settembre 2020 fa ritorno in Inghilterra firmando per il Nottingham Forest. Dopo avere trovato poco spazio, l'8 gennaio 2021 passa in prestito all'Arīs Salonicco.
Il 5 luglio 2021 passa in prestito al Como, in Serie B. Il 16 febbraio 2022 segna la sua prima rete con i lariani, nel successo per 2-1 in casa del Frosinone. Il 27 luglio 2022 viene tesserato a titolo definitivo dai lariani.
Il 1º agosto 2024 si trasferisce in prestito con obbligo di riscatto alla Sampdoria in Serie B. Dieci giorni dopo segna subito all'esordio stagionale in Coppa Italia proprio contro il Como, nella partita vinta poi ai tiri di rigore. In campionato si sblocca il 15 settembre, nella sconfitta per 2-1 in casa del Cosenza.

### Nazionale
Dopo aver debuttato con l'Under-19 nel 2012, il 5 settembre 2014 esordisce con la selezione under-21 cipriota in occasione di Cipro-Belgio (0-6), partita valida per le qualificazioni agli Europei Under-21 2015, sostituendo Marios Poutziouris al 25' della ripresa.
Il 3 giugno 2017 esordisce con la nazionale maggiore contro il Portogallo, subentrando al 67' al posto di Nektarios Alexandrou.

## Statistiche

### Presenze e reti nei club
Statistiche aggiornate al 18 agosto 2025.
| Stagione         | Squadra           | Campionato       | Campionato | Campionato | Coppe nazionali | Coppe nazionali | Coppe nazionali | Coppe continentali | Coppe continentali | Coppe continentali | Altre coppe | Altre coppe | Altre coppe | Totale | Totale |
| Stagione         | Squadra           | Comp             | Pres       | Reti       | Comp            | Pres            | Reti            | Comp               | Pres               | Reti               | Comp        | Pres        | Reti        | Pres   | Reti   |
| ---------------- | ----------------- | ---------------- | ---------- | ---------- | --------------- | --------------- | --------------- | ------------------ | ------------------ | ------------------ | ----------- | ----------- | ----------- | ------ | ------ |
| 2014-2015        | APOEL             | A                | 2+1        | 0          | CC              | 2               | 0               | UCL                | 2                  | 0                  | SC          | 0           | 0           | 7      | 0      |
| 2015-2016        | APOEL             | A                | 4+1        | 0          | CC              | 1               | 0               | UCL+UEL            | 1+0                | 0                  | SC          | 0           | 0           | 7      | 0      |
| 2016-2017        | APOEL             | A                | 11+6       | 0          | CC              | 6               | 0               | UCL+UEL            | 0+4                | 0                  | SC          | 1           | 0           | 28     | 0      |
| 2017-2018        | APOEL             | A                | 6+4        | 1          | CC              | 3               | 0               | UCL                | 0                  | 0                  | SC          | 0           | 0           | 13     | 1      |
| 2018-2019        | APOEL             | A                | 17+8       | 2+2        | CC              | 6               | 0               | UCL+UEL            | 1+4                | 0                  | SC          | 0           | 0           | 36     | 4      |
| 2019-2020        | APOEL             | A                | 18+1       | 0          | CC              | 2               | 0               | UCL+UEL            | 6+8                | 0+1                | SC          | 0           | 0           | 35     | 1      |
| ago. 2020        | APOEL             | A                | 2          | 0          | CC              | 0               | 0               | UEL                | 1                  | 0                  | -           | -           | -           | 3      | 0      |
| Totale APOEL     | Totale APOEL      | Totale APOEL     | 81         | 5          |                 | 20              | 0               |                    | 27                 | 1                  |             | 1           | 0           | 129    | 6      |
| 2020-gen. 2021   | Nottingham Forest | FLC              | 5          | 0          | FACup+CdL       | 0               | 0               | -                  | -                  | -                  | -           | -           | -           | 5      | 0      |
| gen.-giu. 2021   | Arīs Salonicco    | SL               | 5+4        | 1          | CG              | 1               | 0               | UEL                | -                  | -                  | -           | -           | -           | 10     | 1      |
| 2021-2022        | Como              | B                | 30         | 1          | CI              | 1               | 0               | -                  | -                  | -                  | -           | -           | -           | 31     | 1      |
| 2022-2023        | Como              | B                | 32         | 3          | CI              | 1               | 0               | -                  | -                  | -                  | -           | -           | -           | 33     | 3      |
| 2023-2024        | Como              | B                | 25         | 3          | CI              | 1               | 0               | -                  | -                  | -                  | -           | -           | -           | 26     | 3      |
| Totale Como      | Totale Como       | Totale Como      | 87         | 7          |                 | 3               | 0               |                    | -                  | -                  |             | -           | -           | 90     | 7      |
| 2024-2025        | Sampdoria         | B                | 24+1       | 2          | CI              | 3               | 1               | -                  | -                  | -                  | -           | -           | -           | 28     | 3      |
| 2025-2026        | Sampdoria         | B                | 0          | 0          | CI              | 1               | 0               | -                  | -                  | -                  | -           | -           | -           | 1      | 0      |
| Totale Sampdoria | Totale Sampdoria  | Totale Sampdoria | 24+1       | 2          |                 | 4               | 1               |                    | -                  | -                  |             | -           | -           | 29     | 3      |
| Totale carriera  | Totale carriera   | Totale carriera  | 207        | 15         |                 | 28              | 1               |                    | 27                 | 1                  |             | 1           | 0           | 263    | 17     |

### Cronologia presenze e reti in nazionale
| Cronologia completa delle presenze e delle reti in nazionale ― Cipro | Cronologia completa delle presenze e delle reti in nazionale ― Cipro | Cronologia completa delle presenze e delle reti in nazionale ― Cipro | Cronologia completa delle presenze e delle reti in nazionale ― Cipro | Cronologia completa delle presenze e delle reti in nazionale ― Cipro | Cronologia completa delle presenze e delle reti in nazionale ― Cipro | Cronologia completa delle presenze e delle reti in nazionale ― Cipro | Cronologia completa delle presenze e delle reti in nazionale ― Cipro |
| Data                                                                 | Città                                                                | In casa                                                              | Risultato                                                            | Ospiti                                                               | Competizione                                                         | Reti                                                                 | Note                                                                 |
| -------------------------------------------------------------------- | -------------------------------------------------------------------- | -------------------------------------------------------------------- | -------------------------------------------------------------------- | -------------------------------------------------------------------- | -------------------------------------------------------------------- | -------------------------------------------------------------------- | -------------------------------------------------------------------- |
| 3-6-2017                                                             | Estoril                                                              | Portogallo                                                           | 4 – 0                                                                | Cipro                                                                | Amichevole                                                           | -                                                                    | 67’                                                                  |
| 9-6-2017                                                             | Faro                                                                 | Gibilterra                                                           | 1 – 2                                                                | Cipro                                                                | Qual. Mondiali 2018                                                  | -                                                                    | 41’                                                                  |
| 23-3-2018                                                            | Nicosia                                                              | Cipro                                                                | 0 – 0                                                                | Montenegro                                                           | Amichevole                                                           | -                                                                    | 46’                                                                  |
| 6-9-2018                                                             | Oslo                                                                 | Norvegia                                                             | 2 – 0                                                                | Cipro                                                                | UEFA Nations League 2018-2019 - 1º turno                             | -                                                                    | 82’                                                                  |
| 9-9-2018                                                             | Nicosia                                                              | Cipro                                                                | 2 – 1                                                                | Slovenia                                                             | UEFA Nations League 2018-2019 - 1º turno                             | -                                                                    | 67’                                                                  |
| 13-10-2018                                                           | Sofia                                                                | Bulgaria                                                             | 2 – 1                                                                | Cipro                                                                | UEFA Nations League 2018-2019 - 1º turno                             | -                                                                    | 72’                                                                  |
| 16-10-2018                                                           | Lubiana                                                              | Slovenia                                                             | 1 – 1                                                                | Cipro                                                                | UEFA Nations League 2018-2019 - 1º turno                             | -                                                                    | 90+5’                                                                |
| 16-11-2018                                                           | Nicosia                                                              | Cipro                                                                | 1 – 1                                                                | Bulgaria                                                             | UEFA Nations League 2018-2019 - 1º turno                             | -                                                                    | 58’                                                                  |
| 19-11-2018                                                           | Nicosia                                                              | Cipro                                                                | 0 – 2                                                                | Norvegia                                                             | UEFA Nations League 2018-2019 - 1º turno                             | -                                                                    |                                                                      |
| 21-3-2019                                                            | Nicosia                                                              | Cipro                                                                | 5 – 0                                                                | San Marino                                                           | Qual. Euro 2020                                                      | -                                                                    |                                                                      |
| 24-3-2019                                                            | Nicosia                                                              | Cipro                                                                | 0 – 2                                                                | Belgio                                                               | Qual. Euro 2020                                                      | -                                                                    |                                                                      |
| 8-6-2019                                                             | Glasgow                                                              | Scozia                                                               | 2 – 1                                                                | Cipro                                                                | Qual. Euro 2020                                                      | -                                                                    | 26’                                                                  |
| 11-6-2019                                                            | Nižnij Novgorod                                                      | Russia                                                               | 1 – 0                                                                | Cipro                                                                | Qual. Euro 2020                                                      | -                                                                    |                                                                      |
| 6-9-2019                                                             | Nicosia                                                              | Cipro                                                                | 1 – 1                                                                | Kazakistan                                                           | Qual. Euro 2020                                                      | -                                                                    | 15’                                                                  |
| 9-9-2019                                                             | Serravalle                                                           | San Marino                                                           | 0 – 4                                                                | Cipro                                                                | Qual. Euro 2020                                                      | -                                                                    |                                                                      |
| 10-10-2019                                                           | Astana                                                               | Kazakistan                                                           | 1 – 2                                                                | Cipro                                                                | Qual. Euro 2020                                                      | 1                                                                    |                                                                      |
| 13-10-2019                                                           | Nicosia                                                              | Cipro                                                                | 0 – 5                                                                | Russia                                                               | Qual. Euro 2020                                                      | -                                                                    |                                                                      |
| 16-11-2019                                                           | Nicosia                                                              | Cipro                                                                | 1 – 2                                                                | Scozia                                                               | Qual. Euro 2020                                                      | -                                                                    |                                                                      |
| 19-11-2019                                                           | Bruxelles                                                            | Belgio                                                               | 6 – 1                                                                | Cipro                                                                | Qual. Euro 2020                                                      | 1                                                                    | 67’                                                                  |
| 11-11-2020                                                           | Atene                                                                | Grecia                                                               | 2 – 1                                                                | Cipro                                                                | Amichevole                                                           | -                                                                    | 25’ 62’                                                              |
| 14-11-2020                                                           | Strovolos                                                            | Cipro                                                                | 2 – 1                                                                | Lussemburgo                                                          | UEFA Nations League 2020-2021 - 1º turno                             | -                                                                    | 14’                                                                  |
| 17-11-2020                                                           | Podgorica                                                            | Montenegro                                                           | 4 – 0                                                                | Cipro                                                                | UEFA Nations League 2020-2021 - 1º turno                             | -                                                                    |                                                                      |
| 24-3-2021                                                            | Nicosia                                                              | Cipro                                                                | 0 – 0                                                                | Slovacchia                                                           | Qual. Mondiali 2022                                                  | -                                                                    |                                                                      |
| 27-3-2021                                                            | Fiume                                                                | Croazia                                                              | 1 – 0                                                                | Cipro                                                                | Qual. Mondiali 2022                                                  | -                                                                    |                                                                      |
| 30-3-2021                                                            | Strovolos                                                            | Cipro                                                                | 1 – 0                                                                | Slovenia                                                             | Qual. Mondiali 2022                                                  | -                                                                    |                                                                      |
| 4-6-2021                                                             | Budapest                                                             | Ungheria                                                             | 1 – 0                                                                | Cipro                                                                | Amichevole                                                           | -                                                                    |                                                                      |
| 7-6-2021                                                             | Kharkiv                                                              | Ucraina                                                              | 4 – 0                                                                | Cipro                                                                | Amichevole                                                           | -                                                                    |                                                                      |
| 1-9-2021                                                             | Ta' Qali                                                             | Malta                                                                | 3 – 0                                                                | Cipro                                                                | Qual. Mondiali 2022                                                  | -                                                                    |                                                                      |
| 4-9-2021                                                             | Nicosia                                                              | Cipro                                                                | 0 – 2                                                                | Russia                                                               | Qual. Mondiali 2022                                                  | -                                                                    |                                                                      |
| 7-9-2021                                                             | Bratislava                                                           | Slovacchia                                                           | 2 – 0                                                                | Cipro                                                                | Qual. Mondiali 2022                                                  | -                                                                    |                                                                      |
| 8-10-2021                                                            | Larnaca                                                              | Cipro                                                                | 0 – 3                                                                | Croazia                                                              | Qual. Mondiali 2022                                                  | -                                                                    |                                                                      |
| 11-10-2021                                                           | Larnaca                                                              | Cipro                                                                | 2 – 2                                                                | Malta                                                                | Qual. Mondiali 2022                                                  | -                                                                    |                                                                      |
| 11-11-2021                                                           | San Pietroburgo                                                      | Russia                                                               | 6 – 0                                                                | Cipro                                                                | Qual. Mondiali 2022                                                  | -                                                                    |                                                                      |
| 24-3-2022                                                            | Tallinn                                                              | Estonia                                                              | 0 – 0                                                                | Cipro                                                                | UEFA Nations League 2020-2021 - Play-out                             | -                                                                    |                                                                      |
| 29-3-2022                                                            | Larnaca                                                              | Cipro                                                                | 2 – 0                                                                | Estonia                                                              | UEFA Nations League 2020-2021 - Play-out                             | -                                                                    |                                                                      |
| 2-6-2022                                                             | Larnaca                                                              | Cipro                                                                | 0 – 2                                                                | Kosovo                                                               | UEFA Nations League 2022-2023 - 1º turno                             | -                                                                    | 77’                                                                  |
| 5-6-2022                                                             | Larnaca                                                              | Cipro                                                                | 0 – 0                                                                | Irlanda del Nord                                                     | UEFA Nations League 2022-2023 - 1º turno                             | -                                                                    |                                                                      |
| 9-6-2022                                                             | Volo                                                                 | Grecia                                                               | 3 – 0                                                                | Cipro                                                                | UEFA Nations League 2022-2023 - 1º turno                             | -                                                                    | 64’                                                                  |
| 12-6-2022                                                            | Belfast                                                              | Irlanda del Nord                                                     | 2 – 2                                                                | Cipro                                                                | UEFA Nations League 2022-2023 - 1º turno                             | -                                                                    | 69’                                                                  |
| 24-9-2022                                                            | Larnaca                                                              | Cipro                                                                | 1 – 0                                                                | Grecia                                                               | UEFA Nations League 2022-2023 - 1º turno                             | -                                                                    | 76’                                                                  |
| 27-9-2022                                                            | Pristina                                                             | Kosovo                                                               | 5 – 1                                                                | Cipro                                                                | UEFA Nations League 2022-2023 - 1º turno                             | -                                                                    |                                                                      |
| 25-3-2023                                                            | Glasgow                                                              | Scozia                                                               | 3 – 0                                                                | Cipro                                                                | Qual. Euro 2024                                                      | -                                                                    | 53’, 90+5’                                                           |
| 20-6-2023                                                            | Oslo                                                                 | Norvegia                                                             | 3 – 1                                                                | Cipro                                                                | Qual. Euro 2024                                                      | -                                                                    |                                                                      |
| 15-10-2023                                                           | Tbilisi                                                              | Georgia                                                              | 4 – 0                                                                | Cipro                                                                | Qual. Euro 2024                                                      | -                                                                    | 87’                                                                  |
| 16-11-2023                                                           | Limassol                                                             | Cipro                                                                | 1 – 3                                                                | Spagna                                                               | Qual. Euro 2024                                                      | -                                                                    |                                                                      |
| 19-11-2023                                                           | Limassol                                                             | Cipro                                                                | 1 – 0                                                                | Lituania                                                             | Amichevole                                                           | -                                                                    | 78’                                                                  |
| 6-9-2024                                                             | Marijampolė                                                          | Lituania                                                             | 0 – 1                                                                | Cipro                                                                | UEFA Nations League 2024-2025 - 1º turno                             | -                                                                    |                                                                      |
| 9-9-2024                                                             | Larnaca                                                              | Cipro                                                                | 0 – 4                                                                | Kosovo                                                               | UEFA Nations League 2024-2025 - 1º turno                             | -                                                                    | 71’                                                                  |
| 12-10-2024                                                           | Larnaca                                                              | Cipro                                                                | 0 – 3                                                                | Romania                                                              | UEFA Nations League 2024-2025 - 1º turno                             | -                                                                    |                                                                      |
| 15-10-2024                                                           | Pristina                                                             | Kosovo                                                               | 3 – 0                                                                | Cipro                                                                | UEFA Nations League 2024-2025 - 1º turno                             | -                                                                    | 8’ 46’                                                               |
| 15-11-2024                                                           | Larnaca                                                              | Cipro                                                                | 2 – 1                                                                | Lituania                                                             | UEFA Nations League 2024-2025 - 1º turno                             | -                                                                    | 22’ 46’                                                              |
| Totale                                                               |                                                                      | Presenze                                                             | 51                                                                   |                                                                      | Reti                                                                 | 2                                                                    |                                                                      |

## Palmarès

### Club

#### Competizioni nazionali
- Coppa di Cipro: 1

APOEL: 2014-2015
- Campionato cipriota: 5

APOEL: 2014-2015, 2015-2016, 2016-2017, 2017-2018, 2018-2019
- Supercoppa di Cipro: 1

APOEL: 2019